# حول منياس (السياني)

تعديل مصدري - تعديل

حول منياس محلة تابعة لقرية العريش، التابعة لعزلة العارضة بمديرية السياني إحدى مديريات محافظة إب في الجمهورية اليمنية.، بلغ تعداد سكانها 61 حسب تعداد اليمن لعام 2004.